# Душанка Ђорђевић
Душанка Ђорђевић (Краљево, 9. март 1945 — Београд, 22. мај 2017) била је инжењерка архитектуре и редовна професорка Архитектонског факултета Универзитета у Београду. Дипломирала је 1968. године на Архитектонском факултету у Београду, где је и магистрирала 1987. године, а потом и одбранила докторску дисертацију 1991. године. За редовну професорку на Архитектонском факултету у Београду је изабрана 2001. године.

## Професионално ангажовање
Своје професионално ангажовање је започела сарађујући са атељеем Candilis-Josic-Woods из Париза, затим са бироом Bethke & Beck из Базела, а 1968. године се запослила у Грађевинском специјализованом предузећу „Изолација” у Београду, где је радила на пословима припреме и надзора на објектима и радовима које је ово предузеће изводило.

### Академска каријера
Године 1975. се запослила на Архитектонском факултету у Београду у звању асистента приправника за предмет Грађевинске инсталације. Три године касније је изабрана за асистента, а потом 1991. и за доцента на предмету Припрема и извођење радова. Године 1996. је изабрана за ванредног професора на Архитектонском факултету у Београду за предмете Припрема и реализација архитектонских објеката и Калкулације. 

## Научноистраживачки и стручни рад
Објавила је више десетина научних и стручних радова значајних за развој науке, у научним међународним и домаћим часописима и публикацијама. Била је учесница на научним међународним и домаћим стручним скуповима у Словенији, Хрватској и Србији, где је имала прилику да излаже своје радове.
Током своје дугогодишње каријере, посебно је била посвећена развоју младих кадрова, те је као члан комисије учествовала у одбрани мастер теза и докторских дисертације својих студената, затим у програму посебне наставе, као предавач на последипломској настави, а била је и организатор летње стручне праксе студената у оквиру матичног предмета Припрема и реализација архитектонских објеката. Ауторка је уџбеника Извођење радова у високоградњи.

## Пројекти
Током своје професионалне каријере учествовала је на неколико научних и стручних пројеката, који укључују: НИП Унапређење становања (1990 - 1995), НИП  Унапређење конструкцијских система у монтажној градњи стамбених, индустријских и јавних објеката (1993 - 1995), Студија о градским пијацама (1993). Током 1993. године, узела је учешће у комисији Савезног завода за стандардизацију на иновацији стандарда ЈУС У.Ц2.100. Такође, била је ангажована на изради преко 60 пројеката, елабората, давању стручних експертиза и ревизија пројеката широм Србије, али и у Русији.

## Лични живот
Била је удата за Предрага Ђорђевића, по занимању грађевинског инжењера. Има једног сина Душана и унуке Уроша и Софију. Од раног детињства је показивала интересовање ка ручним радовима, па је у слободно време била посвећена ткању.